# The Lyrics Board
The Lyrics Board är ett irländskt musikaliskt lekprogram, som följts av populära varianter i andra länder. Den svenska versionen heter Så ska det låta och den finska versionen heter Bumtsibum.
Originalprogrammet började sändas 1992.